# Ferdinand Johansson
Karl Ferdinand Johansson, född den 16 september 1860 i Misterhults socken, Kalmar län, död den 9 december 1926 i Uppsala, var en svensk språkforskare och universitetslärare. Han var far till Bjarne Colbjörnsen.

## Biografi
Johansson blev 1880 student vid Uppsala universitet, avlade 1882 filosofie kandidat- och 1885 licentiatexamen, blev 1886 filosofie doktor och docent i jämförande indoeuropeisk språkforskning vid Uppsala universitet samt 1893 extra ordinarie och 1909 ordinarie professor i sanskrit med jämförande indoeuropeisk språkforskning där. År 1897 blev Johansson censor vid mogenhetsexamina. Johansson tillkallades 1907 att biträda inom Ecklesiastikdepartementet vid beredningen av ärenden rörande universitetens omorganisation och löneförhållanden. Han var även ledamot av den 1920 tillsatta Högskolornas löneregleringskommitté. Johansson tog 1925 avsked från professuren som emeritus. Han var en av utgivarna av tidskriften "Le monde oriental" 1906–22. År 1892 blev han ledamot av Humanistiska vetenskapssamfundet i Uppsala och 1914 av Videnskabsselskabet i Kristiania. För vetenskapliga studier vistades Johansson dels längre tider i Tyskland, dels företog han kortare utländska resor. Han var den förste ordinarie representanten för sanskrit vid Uppsala universitet, och Sveriges förste sanskritprofessor. Under hans energiska ledning gjorde det akademiska studiet av det gamla Indiens språk och litteratur betydande framsteg.

## Priser och utmärkelser
- 1908 – Letterstedtska priset för översättningarna i Indiska sagor (1907) och "Ur Indiens heliga skrifter" (i antologin Främmande religionsurkunder i urval och öfversättning (1908).